# فانس مولر
فانس مولر (بالإنجليزية: Vance Mueller)‏ هو لاعب كرة قدم أمريكية أمريكي، ولد في 5 مايو 1964 في توسان في الولايات المتحدة.

## وصلات خارجية
- فانس مولر على موقع مرجع كرة القدم المحترفة.كوم (الإنجليزية)